# فیلیپ ربو
فیلیپ ربو (انگلیسی: Philippe Rebbot؛ زادهٔ ۳۰ نوامبر ۱۹۶۴) بازیگر، نویسنده اهل کشور فرانسه است.
از فیلم‌ها یا برنامه‌های تلویزیونی که وی در آن نقش داشته‌است می‌توان به خانواده اجاره‌ای، مرد هزارچهره اشاره کرد.